# Sannikovova země
Sannikovova země je hypotetická pevnina v Severním ledovém oceánu. Protože ji už 200 let nikdo neviděl, je považována za přízračný ostrov.
V roce 1811 oznámil ruský lovec kožešin Jakov Sannikov, že viděl severně od Novosibiřských ostrovů vysoký horský hřeben. Tzv. Sannikovovu zemi se snažili, mezi dalšími, najít Eduard Vasiljevič Toll a Fridtjof Nansen, ovšem bezvýsledně. V roce 1937 prohledal příslušný kvadrant sovětský ledoborec Sadko a prokázal, že žádný takový ostrov neexistuje. V roce 1938 bylo provedeno několik přeletů dané oblasti sovětskými piloty, ale ani oni zemi nezaznamenali. Lety byly vykonány za dobré viditelnosti od severního okraje ostrova Kotelný. Tou oblastí ve stejné době také vedla plavba ledoborců Jermaka a Josefa Stalina. Ani tyto ledoborce zemi neobjevily. Sannikovovo pozorování bývá vykládáno tím, že šlo o nakupení ledu, které  rozrušilo působení moře.
Ruský spisovatel Vladimir Afanasjevič Obručev napsal vědeckofantastický román Země Sannikovova o arktickém ostrově, kde díky horkým pramenům panuje příjemné klima a zachovali se tam pravěcí lidé i dávno vyhynulá zvířata. Knihu zfilmoval v roce 1973 Albert Mkrtčjan.